# ميخائيل دويل
ميخائيل دويل (بالإنجليزية: Michael Doyle) (1 أغسطس 1991 باسكتلندا في المملكة المتحدة - ) هو لاعب كرة قدم بريطاني في مركز الدفاع. لعب مع سانت جونستون ونادي سلتيك ونادي كيلمارنوك ونادي ألوا أثليتيك ونادي ستيرلينغ ألبيون.

## وصلات خارجية
- ميخائيل دويل على موقع قاعدة بيانات كرة القدم.إي يو (الإنجليزية)
- ميخائيل دويل على موقع Soccerway.com (الإنجليزية)